# 대한민국 민사소송법 제83조
대한민국 민사소송법 제83조는 공동소송참가에 대한 민사소송법 조문이다.

## 조문
제83조(공동소송참가) ① 소송목적이 한 쪽 당사자와 제3자에게 합일적으로 확정되어야 할 경우 그 제3자는 공동소송인으로 소송에 참가할 수 있다.
②제1항의 경우에는 제72조의 규정을 준용한다.